# Nijmeegse Literatuurprijs
De Nijmeegse Literatuurprijs is een jaarlijkse prijs voor schrijvers die nog niet gepubliceerd hebben bij een landelijke uitgeverij. Er wordt een eerste, tweede en derde prijs uitgereikt.
De prijs heette oorspronkelijk de Nijmeegse Literatuurprijs en werd voor de eerste maal in 1992  uitgeschreven door de Stichting Literair Café Nijmegen. Van 1998-2004 werd de naam van de prijs omgedoopt in Nijmeegse SNS-Literatuurprijs, naar de SNS Bank die het project in die jaren sponsorde.
Van 2004 tot 2007 heette de prijs de Bibliotheek Nijmegen Literatuurprijs. In 2008 is de prijs opgeheven door een fors begrotingstekort bij de Nijmeegse bibliotheken, ontstaan door gemeentelijke bezuinigingen.
In 2014 werd de prijs opnieuw ingesteld onder de oorspronkelijke naam en georganiseerd door de Stichting Literaire Activiteiten Nijmegen (SLAN).
De jury bestaat uit de uit Nijmegen afkomstige schrijfster Steffie van den Oord, de auteur Willem Claassen en letterkundige Jeroen Dera, docent aan de Radboud Universiteit.
In 2017 werd voor het eerst naast de juryprijs ook een publieksprijs uitgereikt.

## Laureaten
- 1992: Arjan H. Melger, Dekonstruktie van na de revolutie
- 1993: Marie Bonaire, een aantal gedichten / Ineke van Laanen, Wer jetzt kein Haus hat, baut sich keines mehr
- 1994: Tjitske Veldkamp, Vier knopen (proza) / Alice Jetten, een aantal gedichten
- 1995: Willem Eppink,  Jan (proza) / Hendrik Jan Bosman, vijf sonnetten ('Vakantiebestemming' en vier zonder titel)
- 1996: Daphne van Roosendaal, Een prozastuk zonder titel
- 1997: Marijke Hanegraaf, Heviger in afwezigheid
- 1998: Alied van der Meer, De waarheid in vier stappen. Een 4-luik
- 1999: Pauline Kalkhove, Dooie vissen
- 2001: Rik Andreae, Dit zien, Popmooi, De stad wil, Dorp, 1 op 25.000, 14.43.38, Zand
- 2002: Atze van Wieren, Terra incognita, Droom, Trui, Foto, Op de rand, De moeder, De vader
- 2003: Kees Bevaart, Panamees ballet
- 2004: Willem M. Loeb, gedichtencyclus De zeven 'gelux' verzen
- 2005: Cor Stoel, Wandelen
- 2006: Lisette de Groot, Marjoke
- 2007: Hein van der Schoot, Tien jaar
- 2014: Hein van der Schoot, Bij Lobith
- 2015: Marjon Klomps, Muizen en chocola
- 2016: Alan Moss voor drie gedichten  Zie die holbewoners hollen dan! , I ate his liver with some fava beans en NPC.[4]
- 2017: Niels Raaijmakers voor drie gedichten Verslag van een verloren nacht, Ierse voertuigen en Geachte reizigers
 Publieksprijs Jos Buijs, Paulus (proza)
- 2018: Jordi Lammers, De stilte van dieren (poëzie)
- 2019: Pascal Lamberigts, Barcelona (proza)
- 2020: Tamar Slooves, Daar praten we niet over (proza)
- 2021: Martin Klomp, Een Engel op en onder de Vulkaan (proza)